# Callilepis ketani
Espèce
Callilepis ketani est une espèce d'araignées aranéomorphes de la famille des Gnaphosidae.

## Distribution
Cette espèce est endémique du Rajasthan en Inde,. Elle se rencontre dans le district de Nagaur.

## Description
La femelle holotype mesure 8 mm.

## Publication originale
- Gajbe, 1984 : On three new species of spiders of the genus Callilepis Westring (Family: Gnaphosidae) from India. Records of the Zoological Survey of India, vol. 81, p. 127-133 (texte intégral).